# Nikifor Tarasovič Vasjanka
Nikifor Tarasovič Vasjanka (in russo Никифор Тарасович Васянка?, in ciuvascio: Никифор Тарасович Ваçанкка; Raskil'dino, 17 febbraio 1903 – Čeboksary, 29 luglio 1976) è stato un poeta, traduttore e giornalista sovietico.
Scrisse principalmente in ciuvascio e russo. Insignito di vari premi e riconoscimenti, lavorò anche come editorialista e traduttore a Kazan' e a Čeboksary.